# Jorge Llerenas Silva
Jorge Llerenas Silva (12 de noviembre de 1900, † 9 de septiembre de 1930) fue un militar mexicano. Nació en la ciudad de Colima el 12 de noviembre de 1900. Fue miembro de una de las familias de más renombre y gran arraigo colimense. Jorge Llerenas se inclinó por la carrera de aviador militar, misma que era vista aquellos años que requería grandes dotes de valor. Pronto adquirió el grado de Capitán Piloto aviador de la Fuerza Aérea Mexicana. 
Se le considera uno de los pioneros de la aviación militar mexicana junto a Emilio Carranza, Francisco Sarabia, Roberto Fierro y Pablo Sidar Escobar. Fue el primer piloto nativo del estado de Colima y el primero que aterrizó en el estado. Llerenas Silva murió trágicamente el 9 de septiembre de 1930 cerca de Mérida, Yucatán, cuando tripulaba su nave de nombre “El Mayab” transportando al entonces gobernador de Yucatán, cuando repentinamente comenzó a incendiarse su avión. Una calle del pueblo de Comala y el antiguo campo aéreo de la ciudad de Colima llevan su nombre.